# Арапуа
Арапуа (порт. Arapuá) — муниципалитет в Бразилии, входит в штат Минас-Жерайс. Составная часть мезорегиона Триангулу-Минейру-и-Алту-Паранаиба. Входит в экономико-статистический  микрорегион Патус-ди-Минас. Население составляет 2471 человек на 2006 год. Занимает площадь 172,529 км². Плотность населения — 14,3 чел./км².
Праздник города — 1 марта.

## История
Город основан 30 декабря 1962 года. 

## Статистика
- Валовой внутренний продукт на 2003 год составляет 19 951 136,00 реалов (данные: Бразильский институт географии и статистики).
- Валовой внутренний продукт на душу населения на 2003 год составляет 7685,34 реалов (данные: Бразильский институт географии и статистики).
- Индекс развития человеческого потенциала на 2000 год составляет 0,776 (данные: Программа развития ООН).

## География
Климат местности: тропический умеренный.